# Малые Семёшки
Малые Семёшки (Красный посёлок) — упразднённый посёлок в Дмитровском районе Московской области России. Включён в 1930 году в черту посёлка (города с 1940) Яхромы. Бывший центр Мало-Семешкинского сельсовета.

## Название
Название парное к ойкониму Большие Семёшки, имевшее до появления посёлка в начале XX века название без уточнения — Семёшки (ещё ранее деревня Семёшкова, затем Семёшково).
Имело неофициальное название Сергеевка.

## География
Малые Семёшки были расположены на западном склоне Клинско-Дмитровской возвышенности в долине реки Яхромы. 
На 1913 год располагалась в 6 вёрстах от Дмитрова, в 5 вёрстах от волостного центра села Ильинское, в 1 одной версте от станции Яхрома.

## История
От Дмитровской дороги дороги и деревни Семешки была проложена дорога и каменный мост через гать (болото) к складам Покровской мануфактуры. В долине реки Яхромы вдоль дороги вырос посёлок торговцев и трактирщиков, получивший название Сергеевка (официально Малые Семёшки).
В 1901 году возле деревни Семёшки проходит Савёловская железная дорога. Была построена железнодорожная станция Яхрома. От неё была проведена ветка к складам Покровской мануфактуры. Расположение железной дороги ускорило рост Малых Семешек и посёлка Покровской мануфактуры.
В 1913 году деревня Малые Семёшки, как Семешки Большие, входит в состав Ильинской волости Дмитровского уезда.
В 1917—1926 годах посёлок Малые Семёшки — административный центр образованной Яхромской волости.
В 1923 году Мало-Семешкинский сельсовет был переименован в Перемиловский.
14 июля 1930 года постановлением ВЦИК в посёлок Яхрома включены следующие населённые пункты: село Андреевское, село Перемилово, деревни Большие и Малые Семешки, Ковшино, Леоново, Подолино и Починок. Были упразднены: Семешкинский сельсовет, Починковский и Перемиловский сельсоветы.
Во время строительства канала имени Москвы в 1932—1937 годах канал прошёл по территории посёлка. Западная часть вошла в состав Яхромы, восточная часть сохранилась как посёлок у железнодорожной станции. Дорога от станции к городу переместилась на трассу по мосту через канал. После завершения строительства посёлок получил название Красный посёлок (автобусная остановка Красный посёлок).
Сейчас Красный посёлок представляет собой частную застройку с одной стороны прилегающую к станции и железной дороге, с другой — к бывшей деревне Семёшки.

## Население
В 1898 году на участке Сергеевка, выросшем возле фабричного посёлка, числилось 79 человек. Большинство жителей составляли кулаки и торговцы.
В 1926 году в деревнях Большие Семешки и Малые Семешки Яхромской волости Дмитровского уезда Московской губернии в 68 дворах числилось 268 мужчин и 269 женщин (537 человек).

## Инфраструктура
Личное подсобное хозяйство с зоной сельскохозяйственного использования, индивидуальная застройка усадебного типа.
В 1913 году в Семешках Малые (также Сергеевка) числился 21 двор. Имелась казенная винная лавка, ренсковой погреб и 7 чайных лавок.